# Карлоу (графство)
Карлоу (на английски: County Carlow, Каунти Карлоу; на ирландски: Contae Cheatharlach) е едно от 26-те графства на Ирландия. Намира се в провинция Ленстър. Граничи с графствата Уексфорд, Килдеър, Лийш, Килкени и Уиклоу. Има площ 896 км². Население 50 349 жители към 2006 г. Главен град на графството е едноименния Карлоу. Градовете в графството са Бейджналстаун, Карлоу (най-голям по население), Оулд Лийлин и Тълоу.